# Rulo, Nebraska
Rulo, Nebraska (енгл. Rulo) град је у америчкој савезној држави Небраска.

## Демографија
По попису из 2010. године број становника је 172, што је 54 (-23,9%) становника мање него 2000. године.
| Група             | 2000.       | 2010.       |
| Белци             | 170 (75,2%) | 121 (70,3%) |
| Афроамериканци    | 0 (0,0%)    | 0 (0,0%)    |
| Азијати           | 0 (0,0%)    | 0 (0,0%)    |
| Хиспаноамериканци | 1 (0,4%)    | 1 (0,6%)    |
| Укупно            | 226         | 172         |